# Giovanni III di Gaeta
Giovanni III (... – 1008/1009) è stato un duca bizantino, duca di Gaeta dal 984 fino alla sua morte.
Associato al trono nel 979 dal padre Marino II, che aveva preso il potere dopo la morte del fratello Gregorio nel 978, fu nominato Duca e console tra il ottobre 984 e il gennaio 986. Asceso al Ducato alla morte del padre, nel 991 nominò come co-reggente suo figlio Giovanni IV.
Il territorio del Ducato era stato spartito nel tempo a vantaggio di molti esponenti della famiglia Docibilana: Leone, fratello di Giovanni, aveva ereditato il Ducato di Fondi nel 992; sempre nel 992, i fratelli di Giovanni Gregorio e Dauferio erano riconosciuti come conti di Castro d'Argento e Traetto; nel 997, un altro fratello, Bernardo, diveniva vescovo di Gaeta; Marino, un altro fratello, era stato associato come dux di Fondi nel 999. Nello stesso 999, l'imperatore Ottone III confermò l'indipendenza dei vari appannaggi di Gaeta (e quindi del Ducato di Fondi, delle Contee di Castro d'Argento e di Traetto, ecc.): questo formale ridimensionamento del potere del duca di Gaeta, i fratelli di Giovanni rimasero fedeli al Duca e, nonostante la conferma dell'imperatore, lo ritenevano persino come primus inter pares.
Nel gennaio del 998, Giovanni soggiornò nel monastero di San Nilo da Rossano. Il 15 ottobre 999, Ottone gli concesse il castello di Pontecorvo, come ricompensa della sua fedeltà all'Impero e della sua partecipazione alle campagne imperiali contro Napoli e Capua: sembra quindi che Gaeta divenne vassallo del Sacro Romano Impero.
L'ultima traccia di Giovanni III negli annali è del 1008, e presumibilmente non morì molto tempo dopo (forse nel 1009). Gli succedette il figlio Giovanni. Sua moglie, Emilia, tenne successivamente la reggenza per Giovanni V, suo nipote e figlio di Giovanni IV.